# ديفيد دبليو. هوبكينز
ديفيد دبليو. هوبكينز (بالإنجليزية: David W. Hopkins)‏ هو سياسي أمريكي، ولد في 31 أكتوبر 1897، وتوفي في 14 أكتوبر 1968 في سانت جوزيف في الولايات المتحدة. حزبياً، نشط في الحزب الجمهوري. وقد انتخب عضو مجلس النواب الأمريكي.